# Auguste Mariette
François Auguste Ferdinand Mariette (Boulogne-sur-Mer, 11 de febrer del 1821 - El Caire, 18 de gener del 1881) fou un egiptòleg francès.

## Biografia
Mariette va impartir classes de francès i dibuix a Stratford, Anglaterra, entre 1839 i 1840; va exercir de dissenyador a Coventry en 1841; professor del col·legi de Boulogne en 1841, s'apassionà per l'egiptologia mentre visitava la Galeria egípcia del Museu de Boulogne i classificà les notes que Nestor L'Hôte havia recollit en el seu viatge amb la missió franco-toscana sobre la terra dels faraons. Per descriure la seva passió, va declarar:
| « | Vaig entrar a Egipte per una mòmia del museu de Boulogne. L'ànec egipci és un animal perillós: un cop de bec et inocula el verí i ets egiptòleg per a tota la vida. | » |

Aprèn escriptura jeroglífica i idioma copte. Renuncia al professorat i entra com a empleat al Museu del Louvre (ex Charles X), acceptant un treball ingrat i mal remunerat. Observat per Emmanuel de Rougé i Charles Lenormant, va ser enviat a Egipte en 1850, en un viatge finançat pel Louvre, per adquirir manuscrits coptes.
El propòsit no es va realitzar i va utilitzar els fons per excavar a Saqqara, després d'haver admirat la plana des de les defenses del Caire, i tenint davant els seus ulls l'espectacle de les piràmides, del Nil, de la plana de Saqqara, va exclamar:
| « | Eren allà, gairebé a l'abast de la mà, tot un món d'enterraments, esteles, inscripcions, estàtues què més podia demanar? | » |

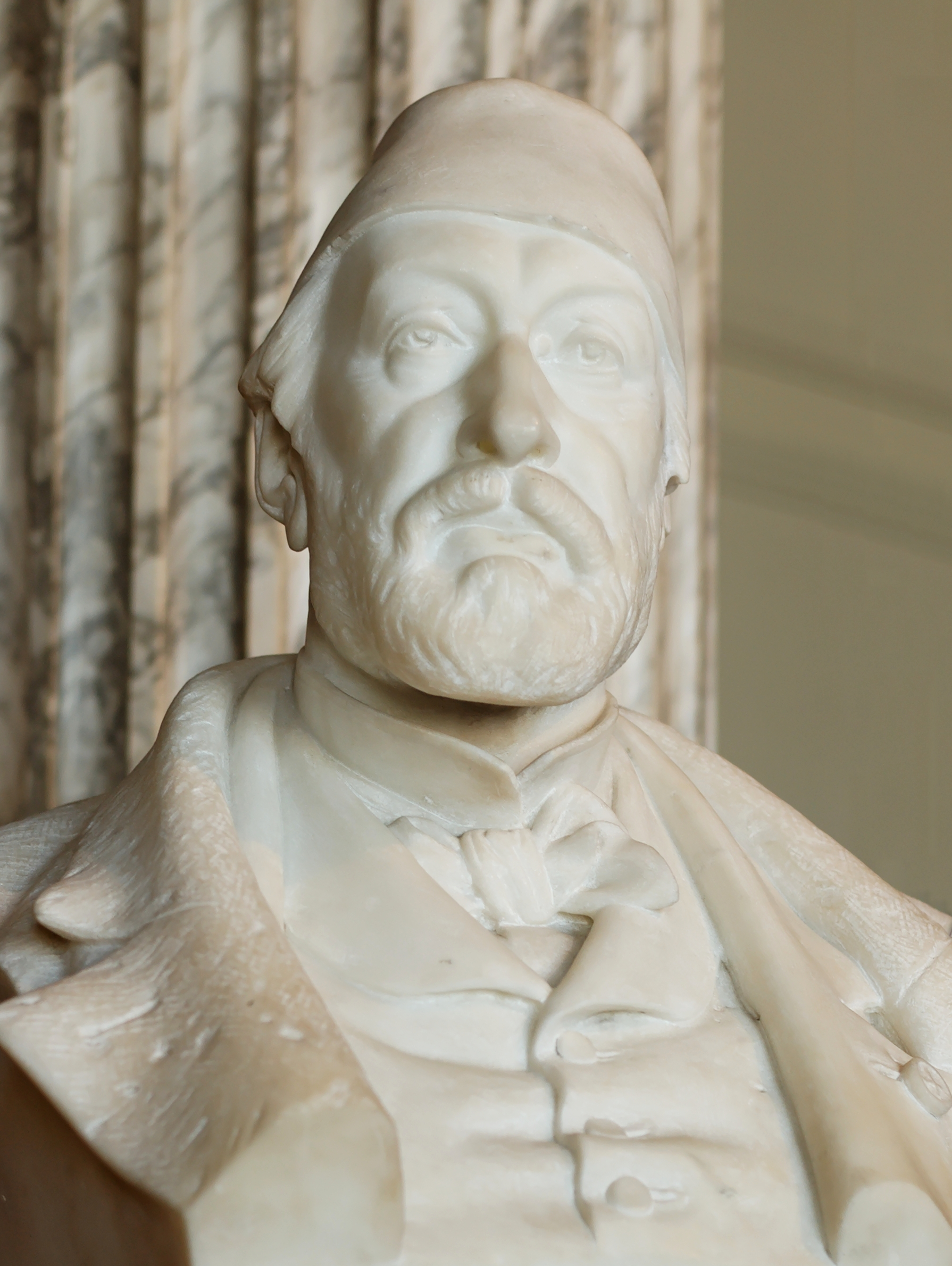
Bust de Mariette al Departament d'Antiguitats egípcies del Museu del Louvre

Transitant per l'altiplà de Saqqara va observar, sorgint de la sorra, el cap d'una esfinx; va pensar llavors en la descripció, feta per Estrabó, d'una avinguda (dromos) amb més de cent quaranta esfinxs, que conduïa al Serapeum (el lloc havia estat prèviament visitat i dibuixat per Richard Pococke c. 1738).

El viatger grec afirmava que a Memfis hi havia: 
| « | ... un temple de Serapis en un lloc tan desèrtic que allà els vents formaven munts de sorra sota els quals vam veure esfinxs enterrades, unes a la meitat, altres fins al cap ... | » |

El resultat va ser immediat: es van desenterrar algunes esfinxs, així com una estàtua de bella factura: l'Escriba (l'1 de novembre de 1850), una de les principals estàtues del departament egipci del Louvre. Va descobrir i excavar, 1851 1854, el Serapeu de Memfis; també nombroses mastabes datades a l'Imperi Antic.
En 1857 va tornar de nou a Egipte i va conèixer Ferdinand de Lesseps. Aquest últim va apreciar l'interès de Mariette pel que fa al destí de les antiguitats. Per això li va presentar a Said Paixà.
| « | Ens incumbeix vetllar amb cura pels monuments En cinc-cents anys, Egipte estarà encara en condicions de mostrar als erudits que el visitin aquests tal com els veiem avui? | » |

Va excavar a Dra Abu el-Naga (Tebes) i va trobar el sarcòfag intacte d'Amosis, qui va regnar fins al 1567 aC i va posar fi a la dinastia de reis invasors hicsos, amb la presa d'Àvaris.
Va crear el Service des Antiquités de l'Egypte i el Museu de Bulaq, on es va convertir en el director l'1 de juny del 1858, i a Tebes, a la riba oposada a Luxor, no gaire lluny d'on s'havia descobert el sarcòfag de Kamosis, el seu equip liderat per Maunier, descobreix el de la seva dona Aah-Hotep II, així com mobles i joieria luxosa que l'acompanyava.
En absència de l'egiptòleg francès, les autoritats egípcies van obrir el sarcòfag, van "estabilitzar" la mòmia però van retenir la joieria i els objectes trobats, que van expedir, via riu Nil, al Caire. El mantenir la joieria i van trobar que ells envien a través del Nil al Caire. El director general d'Antiguitats interceptà el comboi i recuperà les caixes. Després va deplorar el fet que Said Paixà es quedés dues peces per a ús personal.
En 1860, descobreix i treballa en el Temple d'Edfú que fa desenterrar.
A l'Exposició Universal de París (1867), les joies d'Ahhotep s'exposen a París i l'emperadriu Eugènia va tenir desitjos de posseir-ne algunes, fins al punt que les va demanar a Ismail Paixà, que li ho va dir al director del Museu de Bulak. Mariette es va oposar a la voluntat imperial, el que li va crear grans preocupacions.
És retingut a Egipte a l'espera de la inauguració de l'òpera Aïda, de Giuseppe Verdi, el tema de la qual hauria suggerit i que havia de representar-se en 1870, durant l'obertura del Canal de Suez, però a causa de la guerra a Europa i la derrota de Sedan, la data es va posposar a l'any següent.
Durant aquest temps, els obrers, que retiraven l'estela d'uns membres de la família reial, datada de l'Imperi Antic, van descobrir l'entrada d'un pou, i un d'ells va penetrar a la galeria, amb una espelma a la mà, i va reaparèixer lívid: acabava de creuar-se amb la brillant mirada de dues persones que l'observaven fixament; quan Daninos va anar a veure el que era, es va trobar davant les estàtues de Rahotep i Nefret que s'incorporaren així al museu de Bulak.
Mariette tenia en 1872, sota la seva direcció, 2780 obrers treballant a Egipte; va trobar i va traslladar uns 15.000 objectes de nombrosos llocs a Egipte i Núbia. Va excavar unes 300 tombes a Saqqara i Guiza.
Va ser nomenat membre de l'Académie des inscriptions et belles-lettres en 1878. Va emmalaltir greument, a causa de la seva diabetis, i va morir en 1881, al Caire, on va ser enterrat. Els egipcis, agraïts, van erigir una estàtua d'Auguste Mariette als jardins del Museu d'Antiguitats Egípcies.

## Obres
- Dendérah, Librairie A. Franck, Paris, 1875.
- Karnak, étude topographique et archéologique, 2 vol., J.C. Hinrichs, Paris, 1875.
- Voyage dans la Haute Égypte, Librairie Goupil, Paris, 1878.
- Catalogue général des monuments d'Abydos découverts pendant les fouilles de cette ville, Impremta Nacional de França, Paris, 1880.
- Itinéraire de la Haute Égypte comprenant une description des monuments antiques des rives du Nil entre Le Caire et la première Cataracte, Maisonneuve et Cie, Paris, 1880. (3a edició, presa del llibre de 1869, no comercial, publicat amb motiu de les celebracions d'inauguració del Canal de Suez)